# Lumen (фреймворк)
Lumen — микрофреймворк на основе компонентов Laravel.
Исходный код расположен в репозитории GitHub с лицензией MIT License.

## История
7 апреля 2015 года Taylor Otwell в твиттере анонсировал выпуск нового фреймворка.